# 좋은 아침 (라디오 프로그램)
좋은 아침 ○○○입니다는 CBS 표준FM에서 방송했던 아침 시사 프로그램이다.
2009년 10월 19일에 첫방송을 시작해 역대로 방송 분량과 진행자가 변경되어 방송됐으나 2014년 5월 17일 방송을 마지막으로 5년만에 폐지되었다.

## 역대 방송시간
| 방송 채널  | 방송 기간                         | 방송 시간                       |
| ---------- | --------------------------------- | ------------------------------- |
| CBS 표준FM | 2009년 10월 19일 ~ 2010년 5월 8일 | 월~토요일 아침 6:05 ~ 아침 6:55 |
| CBS 표준FM | 2010년 5월 10일 ~ 2014년 5월 17일 | 월~토요일 아침 6:10 ~ 아침 6:55 |

## 역대 진행자
- 2009년 10월 19일 ~ 2010년 5월 8일 : 이명희 아나운서
- 2010년 5월 10일 ~ 2010년 10월 9일 : 정민아 아나운서
- 2010년 10월 11일 ~ 2011년 11월 5일 : 최정원 아나운서
- 2011년 11월 7일 ~ 2013년 10월 26일 : 김윤주 아나운서
- 2013년 10월 28일 ~ 2014년 5월 17일 : 김덕기 아나운서

## 타이틀 변천사
| 역대 (대수) | 타이틀                 | 방송 기간                          |
| ----------- | ---------------------- | ---------------------------------- |
| 1대         | 좋은 아침 이명희입니다 | 2009년 10월 19일 ~ 2010년 5월 8일  |
| 2대         | 좋은 아침 정민아입니다 | 2010년 5월 10일 ~ 2010년 10월 9일  |
| 3대         | 좋은 아침 최정원입니다 | 2010년 10월 11일 ~ 2011년 11월 5일 |
| 4대         | 좋은 아침 김윤주입니다 | 2011년 11월 7일 ~ 2013년 10월 26일 |
| 5대         | 좋은 아침 김덕기입니다 | 2013년 10월 28일 ~ 2014년 5월 17일 |